# Adil Hussain
Adil Hussain (født 5. oktober 1963 i Assam, Indien) er en indisk skuespiller og stand-up komiker.